# Schepsdorfer Emsbrücke
Die Schepsdorfer Emsbrücke ist eine Straßenbrücke über die Ems im Lingener Stadtteil Schepsdorf in Niedersachsen. Bis zur Fertigstellung der Lingener Umgehungsstraße führte die Bundesstraße 213 über die Brücke.

## Geschichte
Bis zum Bau der ersten Emsbrücke querte hier eine Fähre an der Flämischen Straße den Fluss. In Schepsdorf kreuzte diese die Friesische Straße.
Die erste 1819 eröffnete Holzbrücke wurde bereits 1824 durch eine weitere Holzbrücke mit größerer Tragfähigkeit und diese 1907 durch eine Stahlbrücke ersetzt.

### Sprengung der Brücke am 3. April 1945

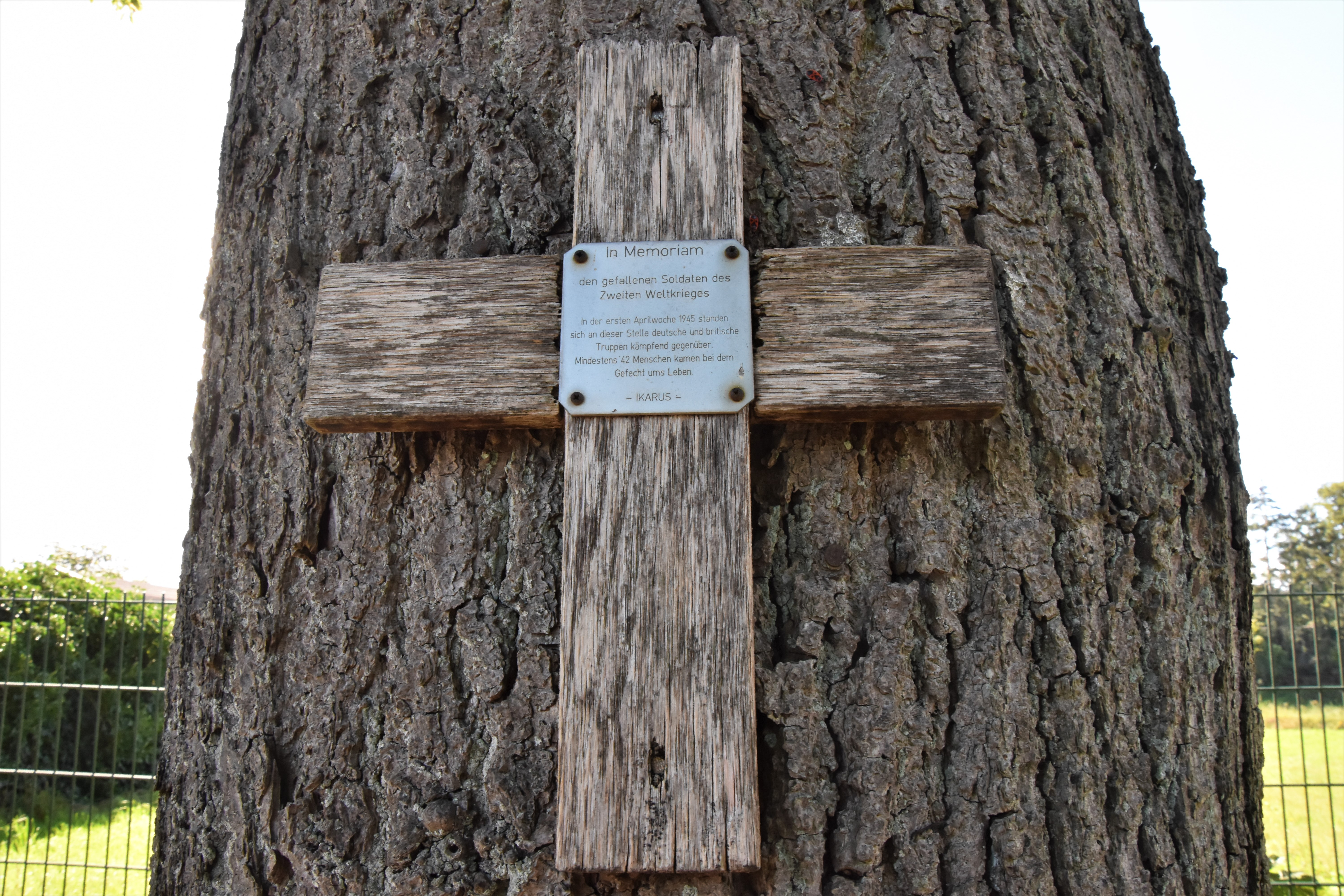
Gedenkkreuz in der Nähe der Brücke

Nachdem am 2. April 1945 britische Truppen in Nordhorn den Süd-Nord-Kanal überquert hatten, stießen das 2nd Battalion der Welsh Guards sowie das 2nd Battalion (Scots Guards) der 32nd Infantry Brigade über die Reichsstraße 213 auf Lingen zu. Diese Einheiten waren Teil des XXX Corps, das vom Rhein in Richtung Bremen vorstoßen sollte. Am Morgen des 3. April 1945 um 3 Uhr erreichten sie nach nächtlichen Vorrücken Schepsdorf mit der noch unzerstörte Emsbrücke. Unter Beschuss konnten einige britische Infanteristen über die Brücke auf die Ostseite der Ems gelangen, bevor die Brücke zwischen 4:30 Uhr und 5:00 Uhr von den deutschen Truppen gesprengt wurde. Zuvor soll der zur Bewachung der Brücke eingesetzte Volkssturm versucht haben, die Sprengung durch Zerschneiden der Sprengkabel zu verhindern. Nach Reparatur der Kabel durch Offiziere erfolgte die Zerstörung.
Die an die Ostseite der Ems gelangten Soldaten wurden nach wachsendem Widerstand der deutschen Truppen wieder zurückgezogen. Die britischen Truppen fanden einige Stunden später die Wachendorfer Brücke unzerstört vor und eroberten sie, sodass sie von dort aus auf Lingen vorrücken konnten. An der zerstörten Emsbrücke wurde daraufhin eine Baileybrücke errichtet. An einer Eiche in der Nähe der Brücke wurde später ein Gedenkkreuz für die im Kampf um die Brücke getöteten Soldaten angebracht.

### Nach dem Zweiten Weltkrieg
Die von den britischen Pionieren errichtete Bailey-Brücke wurde 1955 durch eine Spannbetonbrücke ersetzt. Im Jahr 2001 wurden zur Erinnerung an die 1945 gesprengte Brücke Zierelemente angebracht. 2010 wurden Tafeln mit der Geschichte der Emsbrücken an den Auffahrten installiert.
Nachdem sich der Zustand der Brücke von 1955 immer weiter verschlechterte, wurden ab Herbst 2020 die Arbeiten für einen Nachfolgebau aufgenommen.
Für die Bauzeit muss der Verkehr über eine Behelfsbrücke umgeleitet werden.